# Cattleya trianae
Каттлея Трианы (лат. Cattleya trianae) — многолетнее травянистое растение семейства Орхидные.

## Распространение
Родиной каттлеи Трианы является Колумбия, где орхидея произрастает эпифитно на деревьях (реже литофитно на скалах) на высоте от 800 до 1500 метров над уровнем моря.

## Описание
Псевдобульбы однолистные, веретенообразной формы, размером до 20 см (реже до 30 см) и около 2 см шириной. Листья прямые, жёсткие, удлинённо-ланцетные, размером 28 см в длину и 7 см в ширину, на концах закруглённые. Чехол одинарный, к моменту цветения не высыхает.
Цветонос — около 30 см в длину и несёт в себе от 1 до 5 цветков окрасом от розового до светлого карминово-красного, размером около 18 см в диаметре. Сепалии удлинённо-ланцетные, с заострёнными кончиками, слегка закрученные назад, размером 9 см в длину и 2 см в ширину. Петалии яйцевидные, по краю волнистые, с небольшими зубчиками, размером 9 см длиной и 6 см шириной. Губа тройная, большая, по своей форме напоминает свёрнутый бумажный кулёк, укрывающий внутри себя колонку, размером примерно 8 см длиной и 6 см шириной, боковые части 3,5 см длиной. Внутренняя часть губы окрасом от жёлтого до золотого, без прожилок, а передняя часть интенсивного карминово-красного окраса, спереди слегка надрезана, край розовый и слегка волнистый. Колонка немного выгнута, 3,5 см длиной.

## Использование
Использовалась при создании грекса ×Cattlianthe Doris and Byron.